# Oreocharis trichantha
Oreocharis trichantha är en tvåhjärtbladig växtart som först beskrevs av Brian Laurence Burtt och R. Davidson, och fick sitt nu gällande namn av Mich. Möller och A. Weber. Oreocharis trichantha ingår i släktet Oreocharis och familjen Gesneriaceae. Inga underarter finns listade i Catalogue of Life.